# 春日権現験記

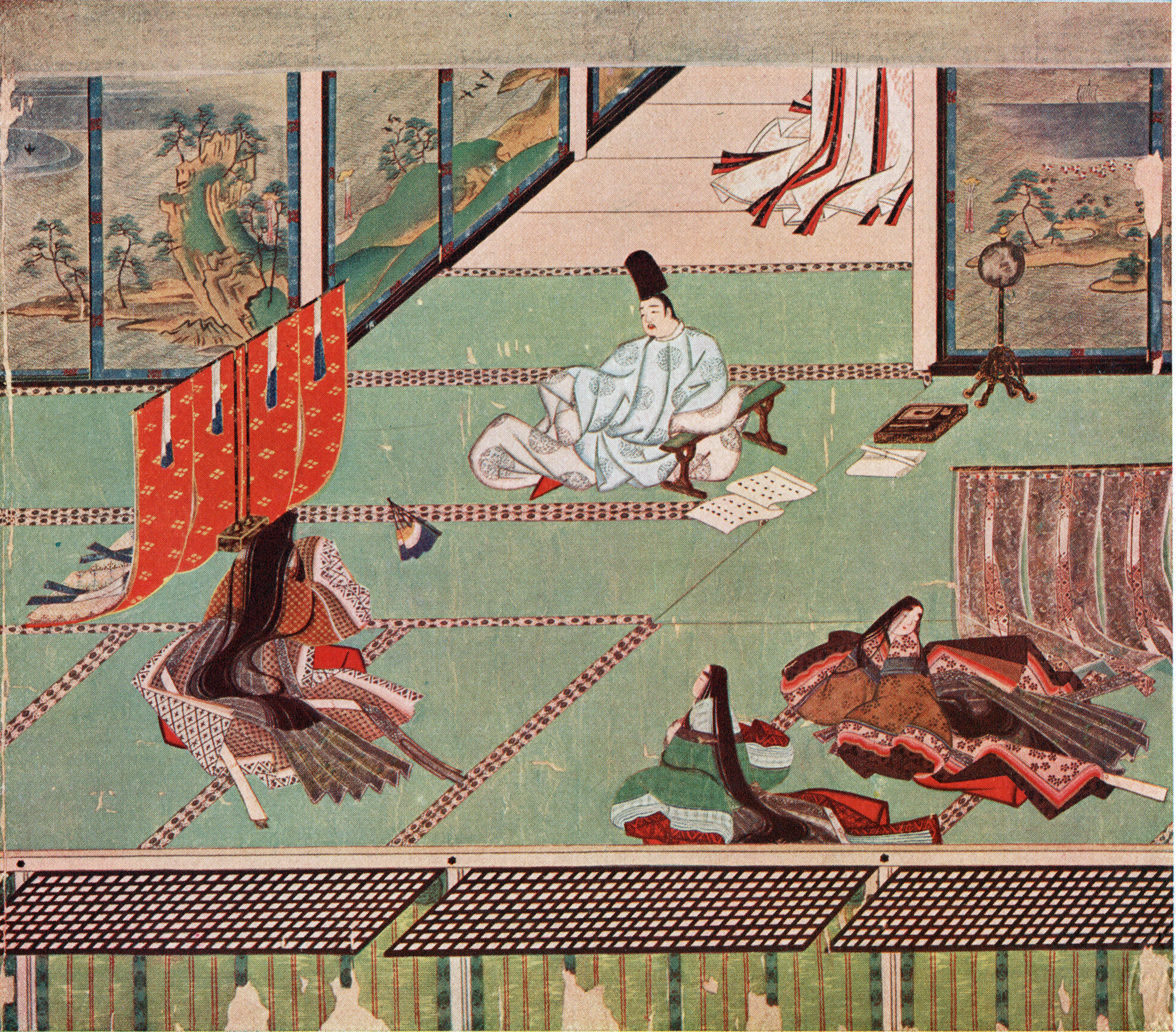
『春日権現験記』（高階隆兼筆）

春日権現験記（かすがごんげんけんき）は、藤原氏の氏神である春日神（春日権現）の霊験を描いた鎌倉時代の絵巻物。春日権現験記絵巻、春日権現霊験記絵巻などの別名がある。絹本著色、巻子装、全20巻（他に目録1巻）、三の丸尚蔵館所蔵。1309年（延慶2年）に時の左大臣・西園寺公衡の発案で、宮廷絵所の長・高階隆兼によって描かれ、春日大社に奉納された。全21巻（うち1巻は目録と序文のみ）。大和絵で描かれた社寺縁起絵巻の代表作であると共に、全巻が揃い、制作者が判明していることや、当時の風俗が細かく描かれていることなどから、日本の中世を知る貴重な歴史的資料とみなされている。国宝。

## 概要
藤原氏一門の繁栄を祈願するために春日明神から受けた加護と霊験を綴った絵巻物であり、詞書の執筆は鷹司基忠とその息子である冬平、良信（興福寺の学僧）、冬基の3兄弟が担当し、編集は、興福寺の学僧・覚円（西園寺公衡の弟）による。
目録巻を除く全20巻に、93節の詞書と同数の挿絵が収録されており（タイトル数は56、説話としては72）、明恵、貞慶、増誉、白河院、藤原俊盛、藤原忠実などが登場する。朝廷の貴族を中心とした説話集（承平-貞応年間のうちの937年〜1222年まで）と、興福寺の僧を中心とした説話集（元慶-嘉元年間のうちの880年〜1304年まで）の二部構成になっており、美術的価値だけでなく、中世日本の信仰を知る優れた宗教文学作品になっている。
原本は高価な絹地に金泥と濃彩を多用して描かれており、宮内庁三の丸尚蔵館が所蔵している。模本は、東京国立博物館、国立国会図書館、 春日大社 、陽明文庫などが所蔵（いずれも18世紀以降の模写）。
春日神社の造営の様子をはじめ、土蔵、天井など、記録として残っている日本美術の中では、初めて描かれたものと言われている。天狗も最も古い絵と言われている。

## 修復
絵画史上きわめて貴重な作品であるとして、2004年から15か年計画で、原本の全面的な解体修理と調査が行なわれている。表紙裂の復元には、一般種の繭から作った絹糸では太すぎて風合いが出せないため、代々の皇后らが育てている古代種繭の「小石丸」を使用。藤巴を螺鈿で表した直径約3cmの軸首は、螺鈿の重要無形文化財保持者・北村昭斎により復元された。修復を終えた巻は、随時展覧会などで公開されている 。2018年、全巻の修復を完了し、同年8月18日から10月21日まで、宮内庁三の丸尚蔵館第81回展覧会「春日権現験記絵－甦った鎌倉絵巻の名品－」（修理完成記念）にて展観された。

## 画像

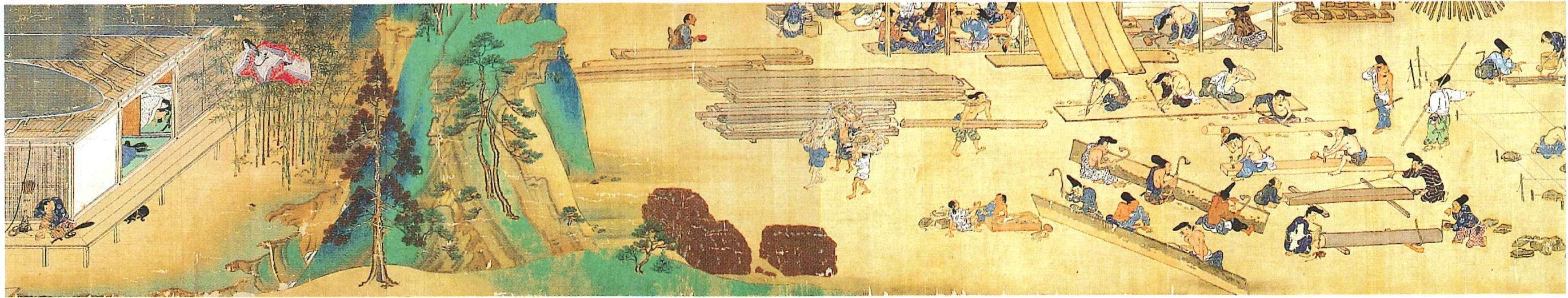
巻一、竹林殿の普請の場面

（画像説明）大和国の官人藤原光弘は、大和川の北岸に、夜ごと光る霊地を見つけた。そこを訪ねて行ってみると、貴い女人（春日明神）がいて、「この地は子孫繁栄の霊地である」との託宣を承った。光弘はこの春日明神影向の地である生駒郡夜摩郷に館を建てて移り住み、竹林殿と称した。それから数十年後、藤原吉兼（光弘の子孫か）の夢に、春日明神が現れる。吉兼邸の庭の竹林に影向した春日明神は、「この竹林が盛んに繁るならば、そなたの子孫も繁栄するであろう」と託宣した。吉兼は春日明神を祀る社を建て、「神の竹を決して斬りません」という誓約書を書いた。
画面は竹林殿の普請。準縄（みずはかり）で水平を測る者、曲尺（さしがね）や墨縄で材木に目印を付ける者、槍鉋（やりがんな）や釿（ちょうな）で材木を加工する者、食事をする者、木屑を運ぶ子供たちなどが描かれる。画面右方の、尺杖を持ち、右手で何かの指図をしている男が棟梁である。画面左は藤原吉兼の夢に貴女（春日大明神）が現れた場面。邸内には就寝中の吉兼夫妻が見える。庭の竹林の上に現れた盛装の貴女が春日大明神。
以下の画像は模本のものである。

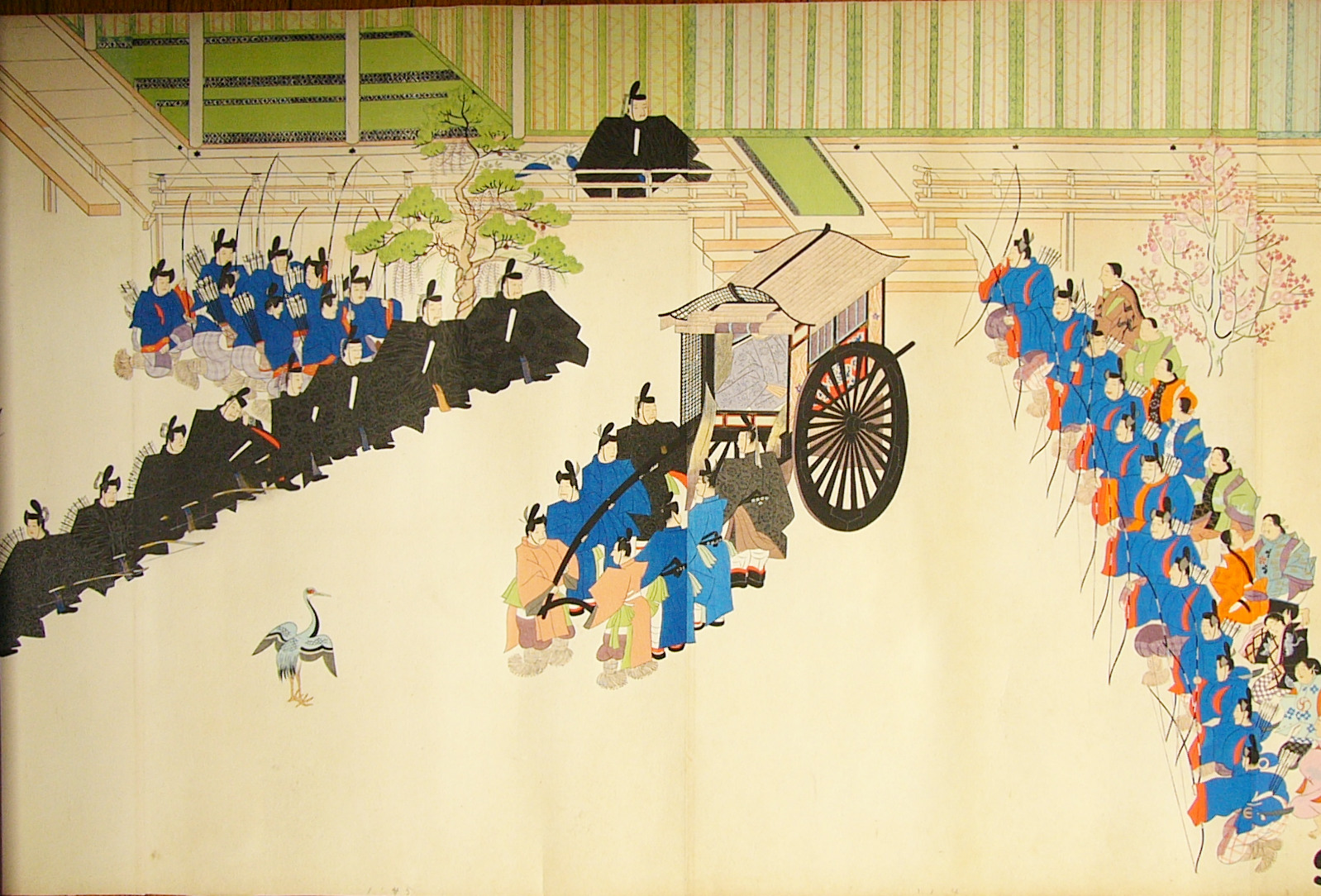
巻二の白河上皇春日社参の場面。中央の牛車に上皇が乗る。
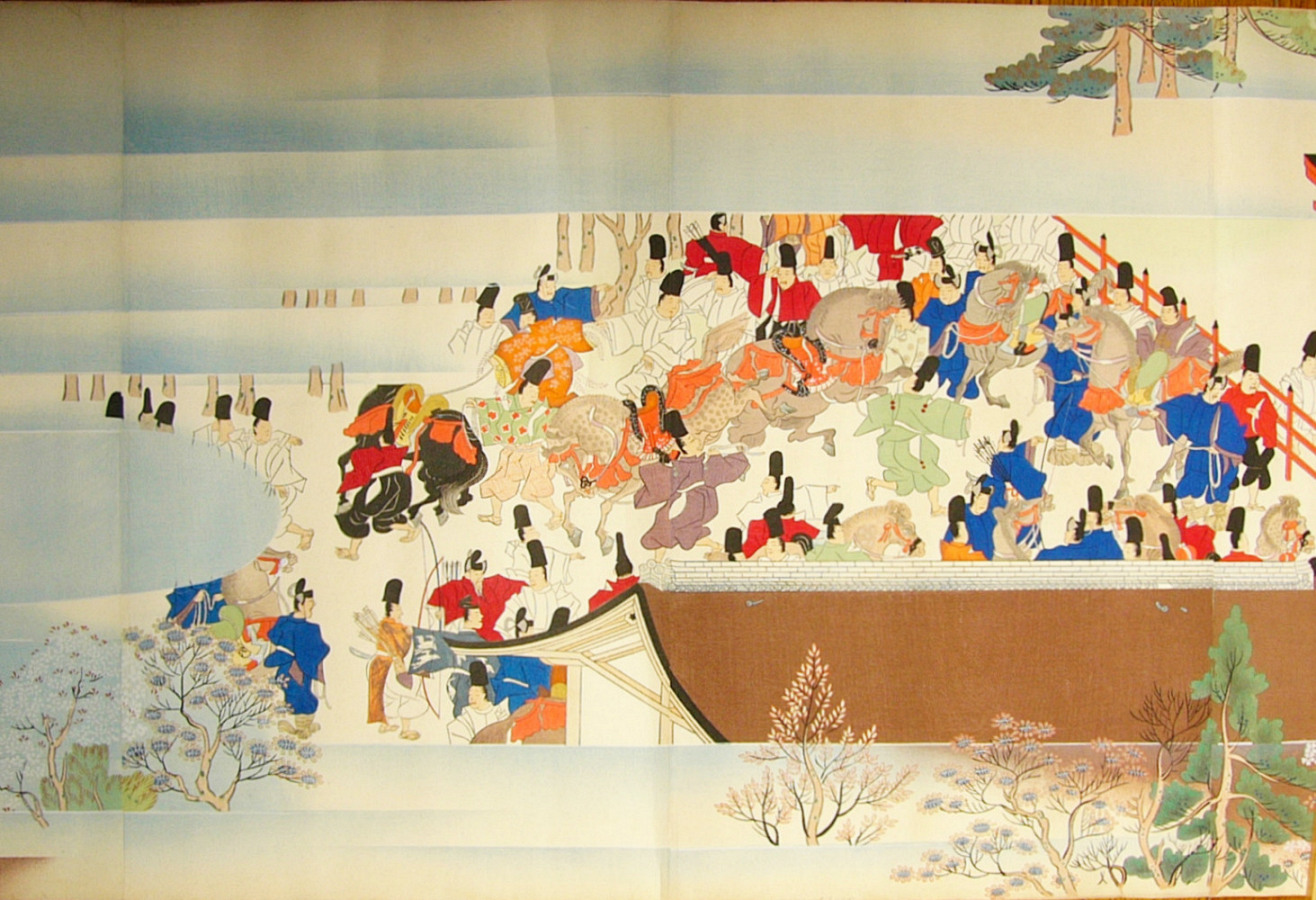
左の場面に続く春日社頭の光景。
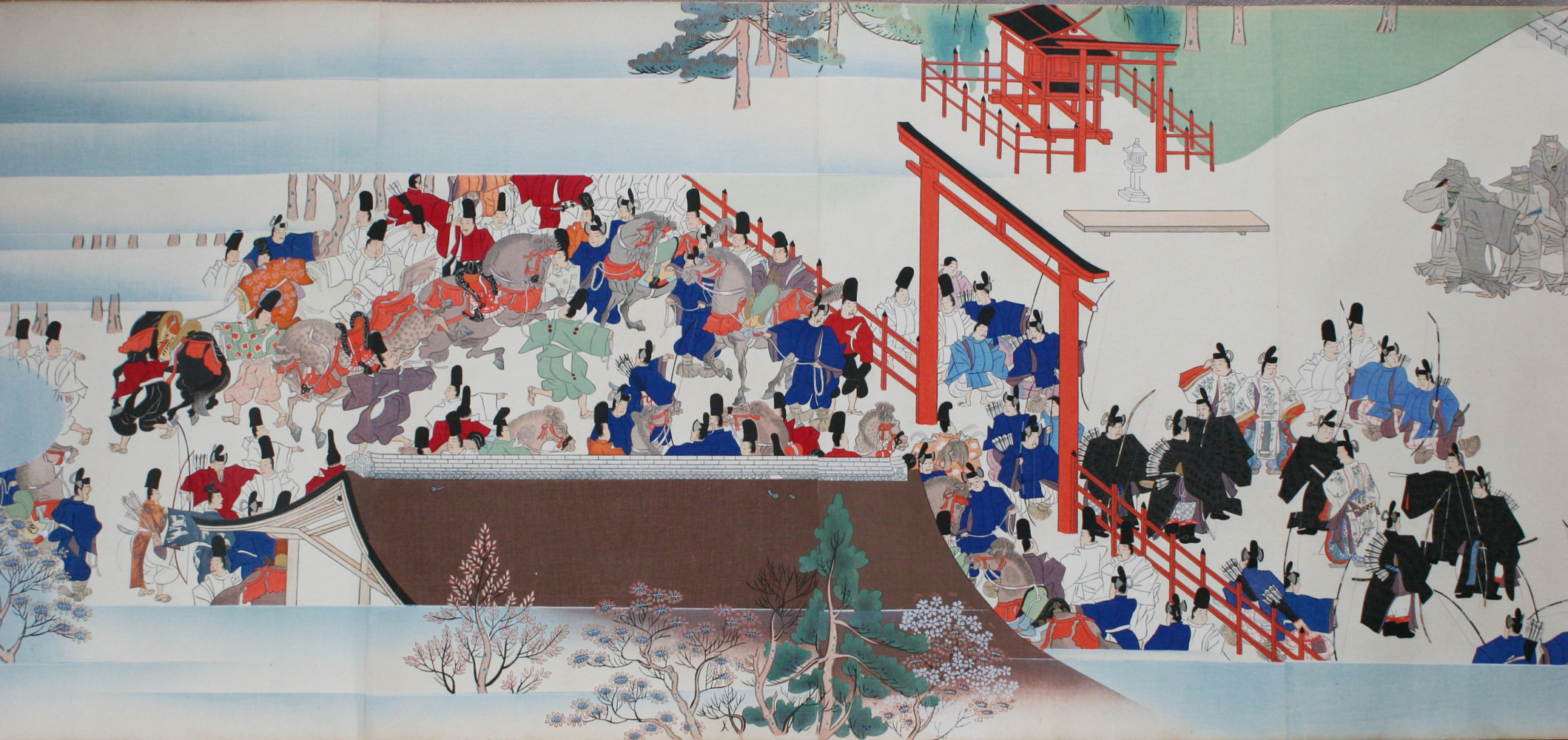
同左
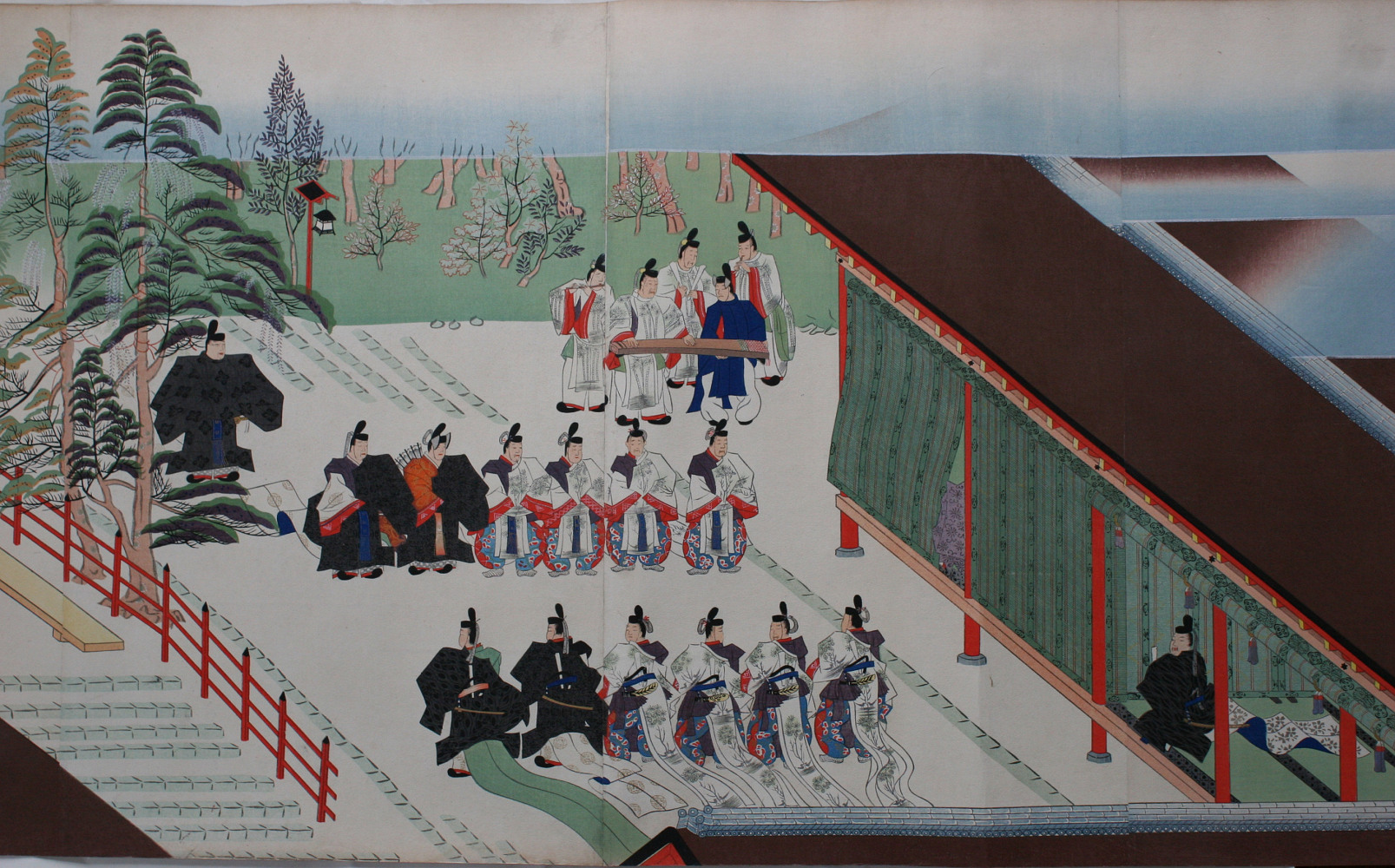
左の春日社頭の景に続く画面。拝殿前に居並ぶ舞人たち。
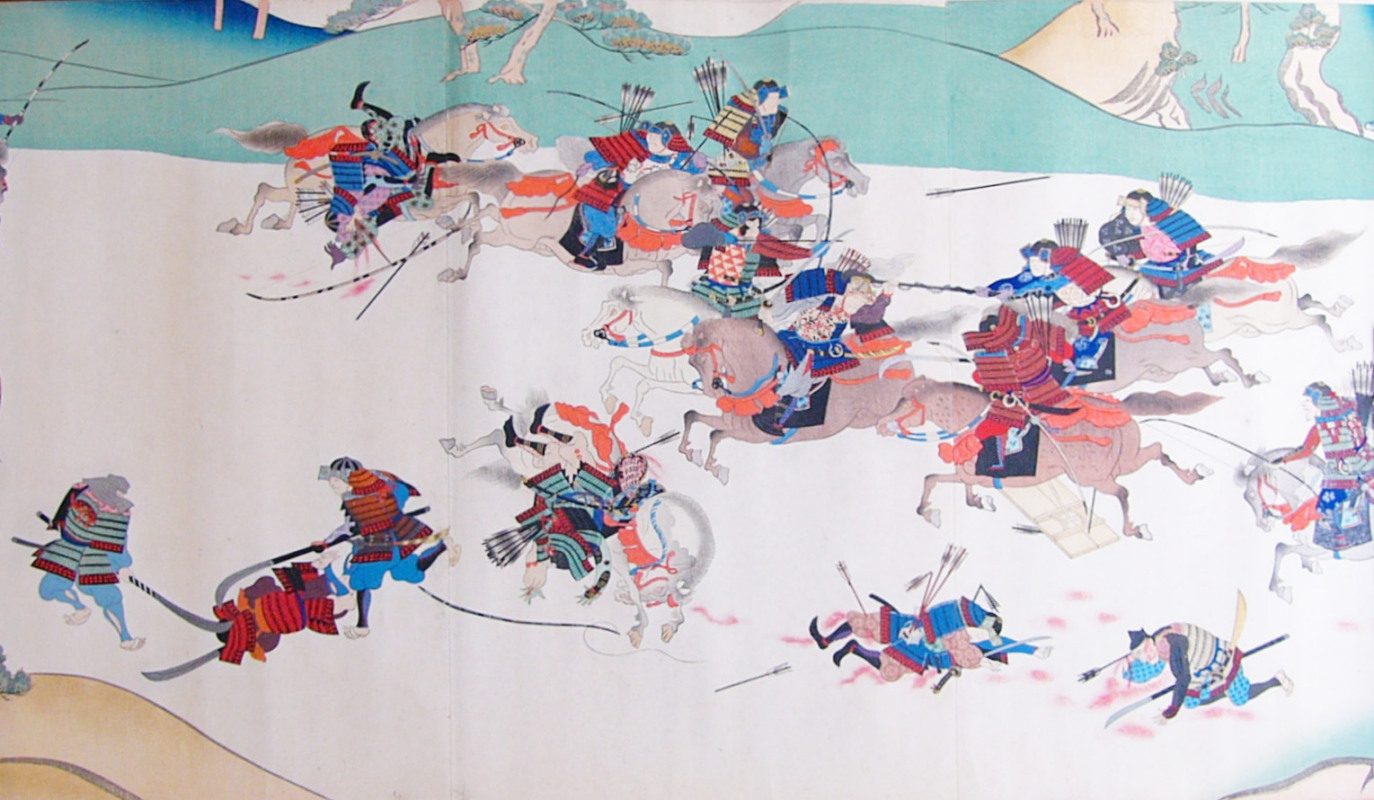
巻二、宇治栗駒山における興福寺衆徒と朝廷の軍勢の戦い。
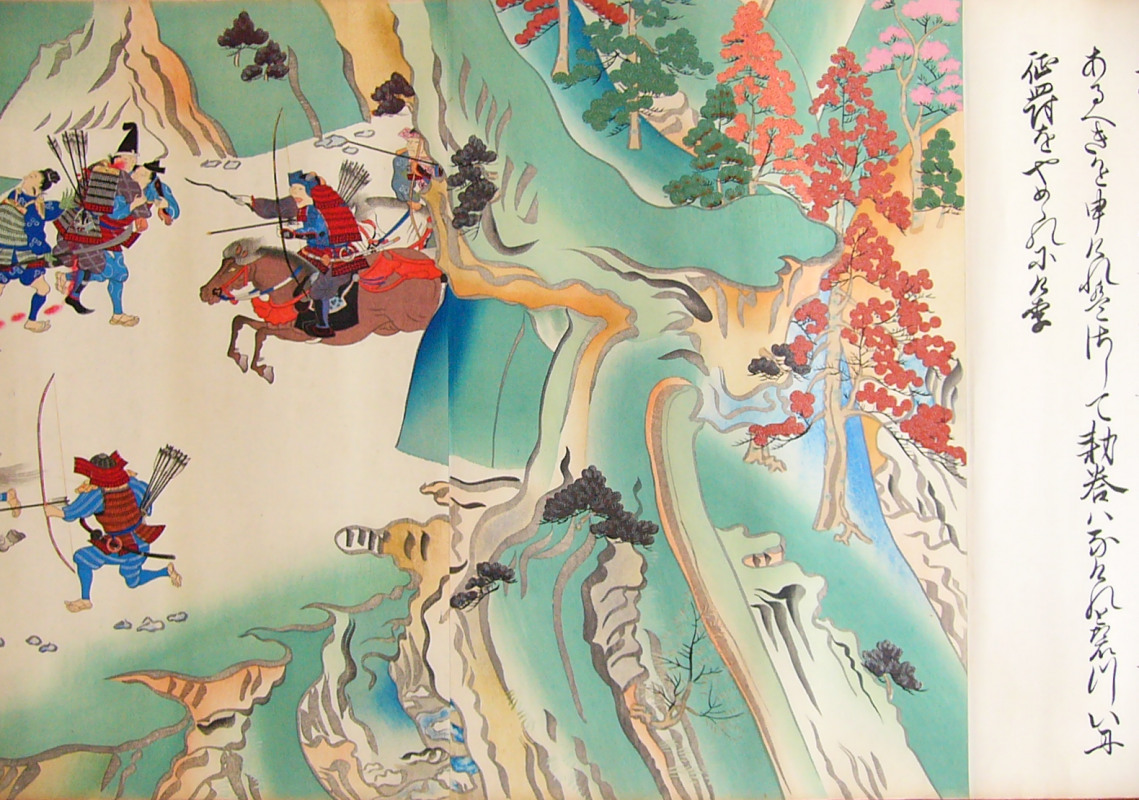
同左